# Stazione di Shin-Onomichi
La stazione di Shin-Onomichi (新尾道駅?, Shin-Onomichi-eki) è una stazione ferroviaria della città di Onomichi, nella prefettura di Hiroshima. È gestita da JR West e viene dal treno ad alta velocità Sanyō Shinkansen.

## Linee

### Treni
- JR West
  - Sanyō Shinkansen